# Maurice-Raymond de Brossard
Pour les articles homonymes, voir Brossard.
Maurice-Raymond de Brossard du Bourg (Ézy-sur-Eure, 2 mars 1909-Saint-Cloud, 5 octobre 1997), est un officier de marine, historien et peintre français.

## Biographie
Il entre à l'École navale en octobre 1928 et en sort enseigne de vaisseau de 2e classe en octobre 1930. Enseigne de vaisseau de 1re classe (octobre 1932), il est breveté pilote de dirigeable en 1934 et commande en 1936 le V-11 puis en 1937 le V-12. Il est alors le dernier officier de cette spécialité de la marine française.
Lieutenant de vaisseau (octobre 1938), il obtient son brevet de pilote d'hydravion et dirige en 1939-1940 une formation avant d'être affecté sur le croiseur Marseillaise comme chef du service aviation (1941).
Dès le débarquement en juin 1944, il a pour mission d'accueillir l'intendant de Police pour la Normandie et prend le commandement du G.M.R. Normandie à Darnétal et participe à la création des Compagnies républicaines de sécurité (CRS), dont l'acte de naissance est du 8 décembre 1944 (la CRS 31 succède au GMR à Darnétal). Il est ensuite nommé commandant du Groupement des CRS de Dijon (un groupement groupe plusieurs compagnies). il quitte les CRS en 1946.
De 1946 à 1948, il commande la base mobile du groupe aéronaval d'Indochine. Capitaine de corvette (décembre 1947), il est à la tête de la 1re division navale d'assaut (1950) et se fait remarquer au Tonkin où il est cité à l'ordre de l'Armée.
Capitaine de frégate (août 1952), commandant de l'aéronavale en Algérie (1953-1955) puis en Nouvelle-Calédonie (1957-1959), il est promu capitaine de vaisseau en novembre 1959 et commande en 1961 la Base d'aéronautique navale de Lann-Bihoué.
Chef du Service historique de la marine (1963), il participe en 1964 à une mission de recherche des restes de Jean-François de La Pérouse à Vanikoro. Nommé contre-amiral en mars 1965, il prend sa retraite en 1967.
Il reçoit de l'Académie française, en 1975, le Prix Broquette-Gonin de littérature pour son Histoire maritime du monde puis le Prix Albéric-Rocheron 1979 pour son ouvrage Lapérouse : des combats à la découverte.

## Œuvres
Brossard laisse de nombreuses études historiques. Il est aussi à l'origine, en 1985, de la publication des journaux et récits de voyage de Lapérouse dans lesquels il n'hésite pas à critiquer la faiblesse des moyens matériels alloués : « Avec un bateau de plus, avec un bateau en meilleur état, les résultats n'auraient pas demandé la tension et les risques supportés pendant toute leur carrière par des Lapérouse. »
- Dinassaut, France-Empire, 1952
- Lâchez tout !, France-Empire, 1956
- Les Ailes de Neptune, 1959
- Cargo pour la Réunion, 1960
- Océan des Français, France-Empire, 1962
- Rendez-vous avec Lapérouse à Vanikoro, France-Empire, 1965
- Moana, océan cruel, France-Empire, 1966
- Kerguelen, France-Empire, 1970
- Histoire maritime du monde, France-Empire, 1974
- Cinq siècles et l'ère nucléaire, France-Empire, 1974
- Lapérouse, des combats à la découverte, France-Empire, 1978, prix Albéric-Rocheron de l'Académie française en 1979
- De Nantes à Saint-Nazaire, l'estuaire de la Loire, France-Empire, 1982

Peinture
- Mourera le lagon au matin, huile sur toile
- Le phare de Saint-Guénolé dans le Finistère, huile sur toile
- Vue de Venise, huile sur toile
- Le Lagon Nord à Bora Bora , huile sur toile
- Tahitienne Teura, huile sur toile
- Hôtel de Ville de Noumea, huile sur toile
- Douceur du soir à La Rochelle, huile sur toile

## Distinctions
- Membre de l'Académie de marine (1947)
- Membre de l'Académie des sciences d'outre-mer (1982)[4]
- Chevalier puis officier de la Légion d'honneur[5]
- Croix de guerre 1939-1945 avec deux étoiles
- Croix de guerre des Théâtres d'opérations extérieurs avec palme et deux étoiles
- Croix du combattant
- Médaille des services militaires volontaires
- Médaille de l'Aéronautique
- Médaille coloniale
- Médaille commémorative de la campagne d'Indochine
- médaille commémorative des opérations de sécurité et de maintien de l'ordre en Afrique du Nord (AFN)
- Médaille de la France libérée
- Médaille des blessés de guerre
- Officier de l'ordre du Dragon d'Annam